# Pablo Migliore
Pablo Alejandro Migliore (nascido em 27 de Janeiro de 1982) é um futebolista profissional argentino, que atua como goleiro. 

## Carreira

### Futebol Argentino
Começou a carreira no Germinal de Rawson, passou pelo Huracán e foi vendido ao Boca Juniors, que estava sem um goleiro reserva. 

### Boca Juniors
No Boca Juniors integrou o elenco na campanha vitoriosa da Libertadores da América de 2007.
Em 17 de Maio de 2008, se envolveu em um acidente de carro, com o treinador de goleiros Josué Ayala, mas não sofreu graves lesões.
Em 2009 seu contrato foi rescindido, pois perdeu espaço com a chegada do ídolo Abbondazieri.

### San Lorenzo
Em 31 de março de 2013, depois da partida entre San Lorenzo e Newells Old Boys, foi detido pela polícia de Buenos Aires em pleno gramado do estádio de San Lorenzo, acusado de encobrimento do assassinado de Ernesto Cirino, crime que teria sido cometido por um barra brava de Boca Jr, Maxi Massaro .

## Títulos
| Ano           | Clube        | Título                     |
| ------------- | ------------ | -------------------------- |
| Clausura 2006 | Boca Juniors | Primera División Argentina |
| 2006          | Boca Juniors | Copa Sul-Americana         |
| 2007          | Boca Juniors | Copa Libertadores          |

## Ligações Externas
- (em castelhano)Estatísticas na Primeira Divisão